# Just a Dream (Carrie Underwood)
Just a Dream è il quarto singolo estratto dal secondo album della cantante statunitense Carrie Underwood. La canzone è stata scritta da Gordie Sampson, Steven McEwan e Hillary Lindsay ed è stata pubblicata ufficialmente in radio il 21 luglio 2008.

## Contenuto della canzone
La canzone parla di una ragazza che deve sposarsi ma viene a sapere che il suo fidanzato, che è un soldato, è stato ucciso. Non volendo credere alla sua morte crede che questa sia solo un sogno (just a dream).

## Video musicale
Il video inizia con la Underwood e il suo ragazzo seduti in macchina che parlano cercendo di non pensare al fatto che il ragazzo deve partire per andare in guerra. Il video prosegue con lei che immagina di percorrere un viale per raggiungere l'altare, ma durante il tragitto il suo sorriso si trasforma in un pianto e il suo abito bianco da sposa diventa nero mentre si incammina verso la bara.

## Andamento il classifica
La canzone è entrata nella Billboard Pop 100 alla posizione 96 durante la settimana in cui è stato pubblicato Carnival Ride, uscendo la settimana successiva.
Nel corso del 2008 è entrata nella Billboard Hot Country Songs alla posizione 45 una settimana prima della sua uscita, fino adesso ha raggiunto la posizione numero 15. La stessa settimana la canzone è entrata nella Billboard Bubbling Under Hot 100 alla posizione 18, che equivale alla posizione 118 della Billboard Hot 100. La canzone ha debuttato nella Billboard Hot 100 alla posizione 98 nella classifica datata 23 agosto 2008; fino ad ora ha raggiunto la posizione 44.
È entrata alla posizione 33 nella classifica country canadese.
Fino ad oggi la canzone ha avuto 170'000 download negli States.

### Classifiche
| Classifica (2007)                | Posizione massima |
| -------------------------------- | ----------------- |
| U.S. Billboard Pop 100           | 96                |
| Classifica (2008)                | Posizione massima |
| U.S. Billboard Hot 100           | 29                |
| U.S. Billboard Hot Country Songs | 1                 |
| Canadian Coutry Singles          | 1                 |
| Canadian Hot 100                 | 53                |

### Cronologie
| Billboard Hot 100 | Billboard Hot 100 | Billboard Hot 100 | Billboard Hot 100 | Billboard Hot 100 | Billboard Hot 100 | Billboard Hot 100 | Billboard Hot 100 | Billboard Hot 100 | Billboard Hot 100 | Billboard Hot 100 | Billboard Hot 100 | Billboard Hot 100 | Billboard Hot 100 | Billboard Hot 100 | Billboard Hot 100 | Billboard Hot 100 | Billboard Hot 100 | Billboard Hot 100 | Billboard Hot 100 | Billboard Hot 100 |
| ----------------- | ----------------- | ----------------- | ----------------- | ----------------- | ----------------- | ----------------- | ----------------- | ----------------- | ----------------- | ----------------- | ----------------- | ----------------- | ----------------- | ----------------- | ----------------- | ----------------- | ----------------- | ----------------- | ----------------- | ----------------- |
| Settimana         | 1                 | 2                 | 3                 | 4                 | 5                 | 6                 | 7                 | 8                 | 9                 | 10                | 11                | 12                | 13                | 14                | 15                | 16                | 17                | 18                | 19                | 20                |
| Posizione         | 98                | 60                | 57                | 48                | 44                | 47                | 43                | 43                | 41                | 37                | 37                | 34                | 36                | 43                | 29                | 36                | 44                | 49                | 61                | 72                |

| Canadian Hot 100 | Canadian Hot 100 | Canadian Hot 100 | Canadian Hot 100 | Canadian Hot 100 | Canadian Hot 100 | Canadian Hot 100 | Canadian Hot 100 | Canadian Hot 100 | Canadian Hot 100 | Canadian Hot 100 | Canadian Hot 100 | Canadian Hot 100 | Canadian Hot 100 | Canadian Hot 100 | Canadian Hot 100 | Canadian Hot 100 | Canadian Hot 100 |
| ---------------- | ---------------- | ---------------- | ---------------- | ---------------- | ---------------- | ---------------- | ---------------- | ---------------- | ---------------- | ---------------- | ---------------- | ---------------- | ---------------- | ---------------- | ---------------- | ---------------- | ---------------- |
| Settimana        | 1                | 2                | 3                | 4                | 5                | 6                | 7                | 8                | 9                | 10               | 11               | 12               | 13               | 14               | 15               | 16               | 17               |
| Posizione        | 89               | 79               | 65               | 60               | 58               | 58               | 53               | 54               | 54               | 53               | 58               | 53               | 55               | 58               | 71               | 76               | 93               |